# Scinque de Meier
Genre
Espèce
Synonymes
- Eugongylus haraldmeieri Böhme, 1976[1]

Statut de conservation UICN

 CR B1ab(iii,v)+2ab(iii,v) : 
En danger critique
Le Scinque de Meier ou Geoscincus haraldmeieri, unique représentant du genre Geoscincus, est une espèce de sauriens de la famille des Scincidae, endémique de Nouvelle-Calédonie. Elle est considérée comme espèce en danger critique d'extinction depuis 2009.

## Répartition
Cette espèce est endémique de Nouvelle-Calédonie. Il n'est connu que pour deux spécimens d'une seule collection, collectés dans une forêt fermée près de Coula dans le centre de l'île, à 500 m d'altitude, à l'ouest de Houaïlou. L'étendue de présence est estimée à moins de 100 km2.

## Étymologie
Cette espèce est nommée en l'honneur de l'herpétologiste Harald Meier (1922-2007).

## Statut
Geoscincus haraldmeieri a été inscrit sur la liste des espèces en danger critique d'extinction en raison d'une répartition présumée très restreinte et du déclin continu de l'étendue et de la qualité de son habitat et du nombre d'individus. Les menaces dans cette région qui pourraient avoir un impact négatif sur l'espèce comprennent la dégradation de l'habitat due au déboisement et à l'expansion agricole, qui entraînent une diminution de la qualité de son habitat, ainsi que les impacts des espèces envahissantes, telles que le rongeur, le chat haret, le porc, le cerf ou encore la fourmi Wasmannia auropunctata.

## Publications originales
- Böhme, 1976 : Über die Gattung Eugongylus Fitzinger, mit Beschreibung einer neuen Art (Reptilia: Scincidae). Bonner zoologische Beiträge, vol. 27, p. 245-251 (texte intégral).
- Sadlier, 1987 : A review of the scincid lizards of New Caledonia. Records of the Australian Museum, vol. 39, no 1, p. 1-66 (texte intégral).